# Anime Expo

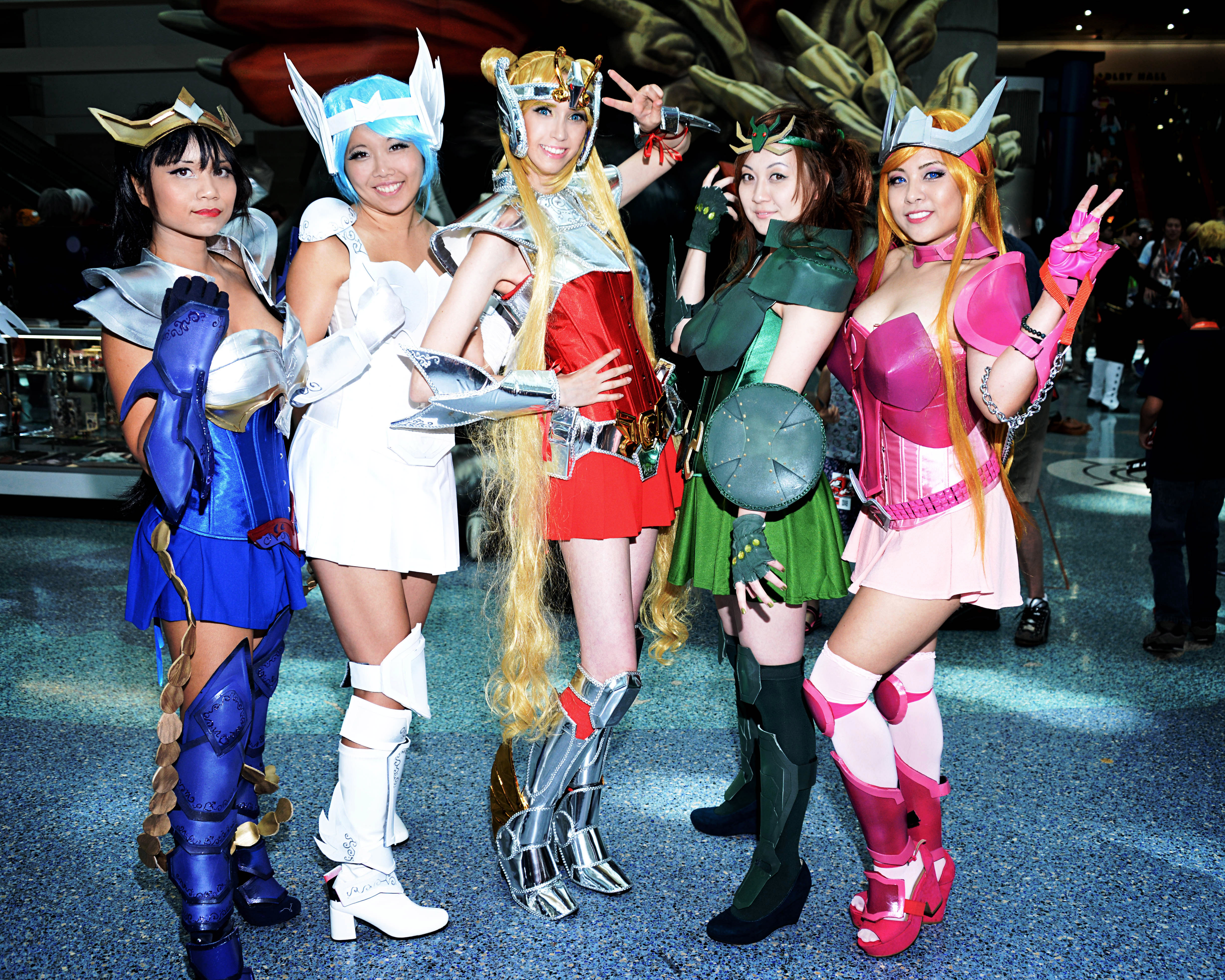
Des cosplayeuses en Inner Senshi de Sailor Moon au style de Saint Seiya à l'Anime Expo 2016.

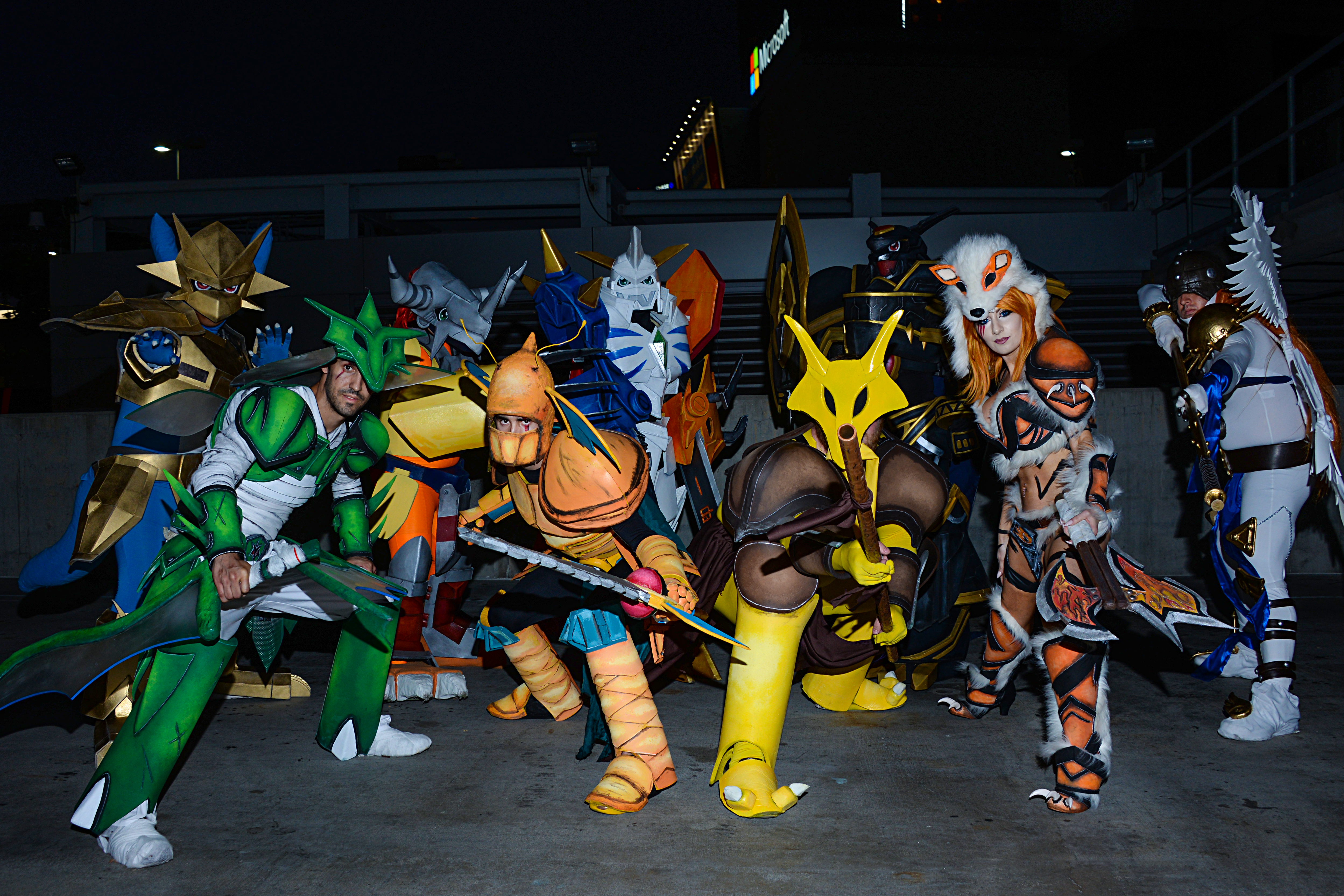
Des cosplayeurs devant le Los Angeles Convention Center.

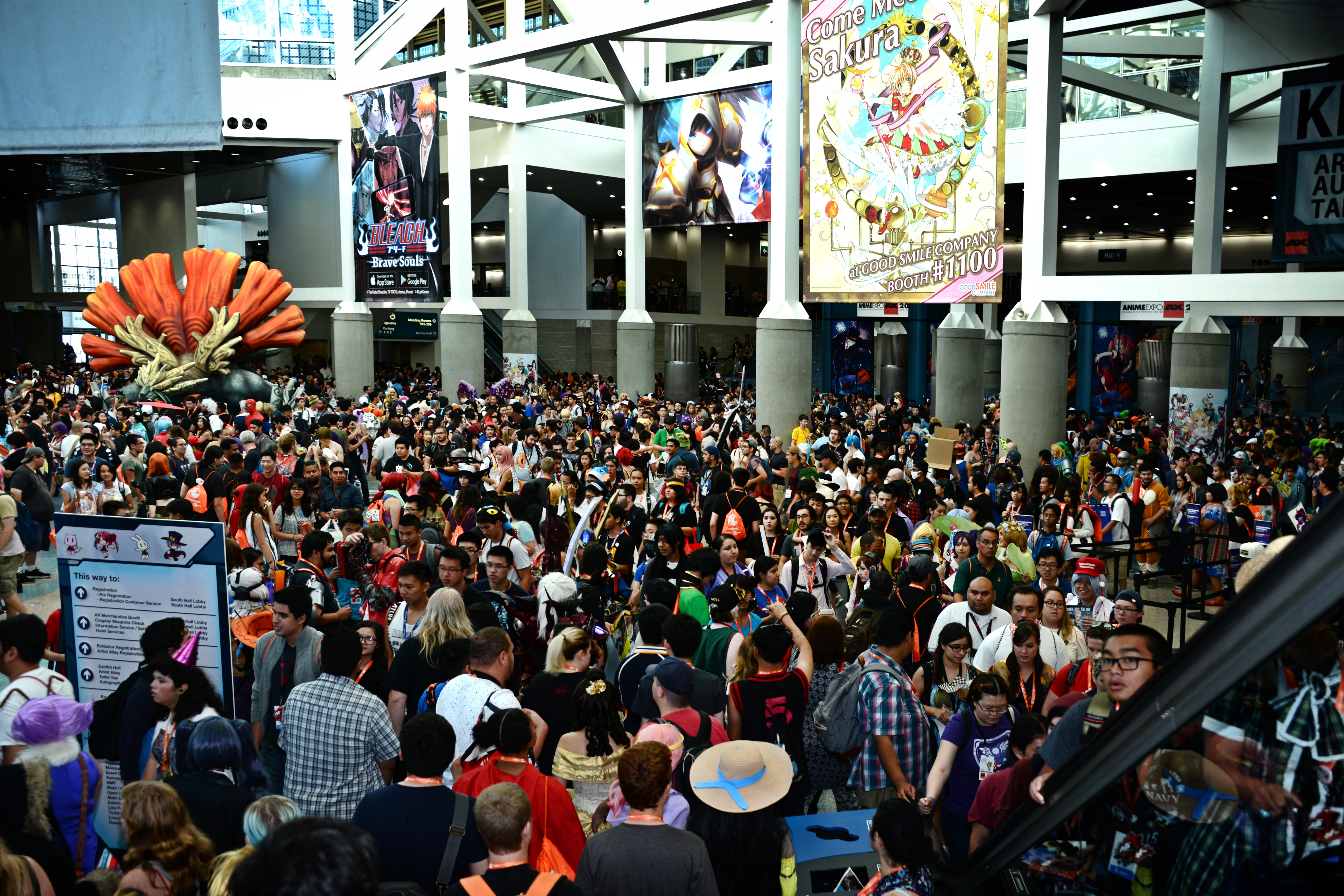
Les participants se réunissent au South Hall du Los Angeles Convention Center lors de l'Anime Expo 2016.

Anime Expo, en abrégé AX, est une convention d'anime américaine organisée à Los Angeles, en Californie, par la société à but non lucratif Society for the Promotion of Japanese Animation (SPJA) (litt. « Société pour la promotion de l'animation japonaise »). À de rares exceptions près, la convention a traditionnellement lieu le premier week-end de juillet, qui coïncide généralement avec le 4 juillet, et dure quatre jours. Par le passé, l'Anime Expo a déjà eu lieu à Anaheim, San José, New York et Tokyo, mais se déroule à l'heure actuelle au Los Angeles Convention Center. Elle est la plus grande convention d'anime nord-américaine en 2017.

## Événements et déroulement
L'Anime Expo propose de nombreux événements et activités au cours de la convention pour que les participants puissent participer, tels que des panels d'invités, des jeux sur table, des concours, une arcade et des concerts. 
Les attractions incluent des événements tels que le concours de cosplay Mascarade, la compétition d'Anime music video (AMV), la Bataille des bandes et la vente aux enchères caritative de la SPJA. De plus, l'Anime Expo accueille une multitude d'invités d'honneur de l'industrie de l'animation japonaise mais également des artistes musicaux notables qui organisent souvent de grands concerts durant l'AX. Elle propose aussi une grande variété de stands de discussion, d'ateliers et d'événements, dont certains sont sponsorisés par des fans ou par des sociétés de l'industrie. Enfin, plusieurs salles de films et de vidéos proposent des projections d'anime toute la journée et toute la nuit. 
À l'instar des autres conventions, l'Anime Expo comprend également une grande salle d'exposition où les participants peuvent acheter une variété de produits auprès d'un large éventail d'exposants. Cette salle d'exposition comprend également une allée pour artistes où les participants peuvent acheter des œuvres d'art créées par des fans, ainsi que d'autres types d'artisanat tels que des perruques, des épingles et du matériel de cosplay.

## Histoire de la convention

### Historique

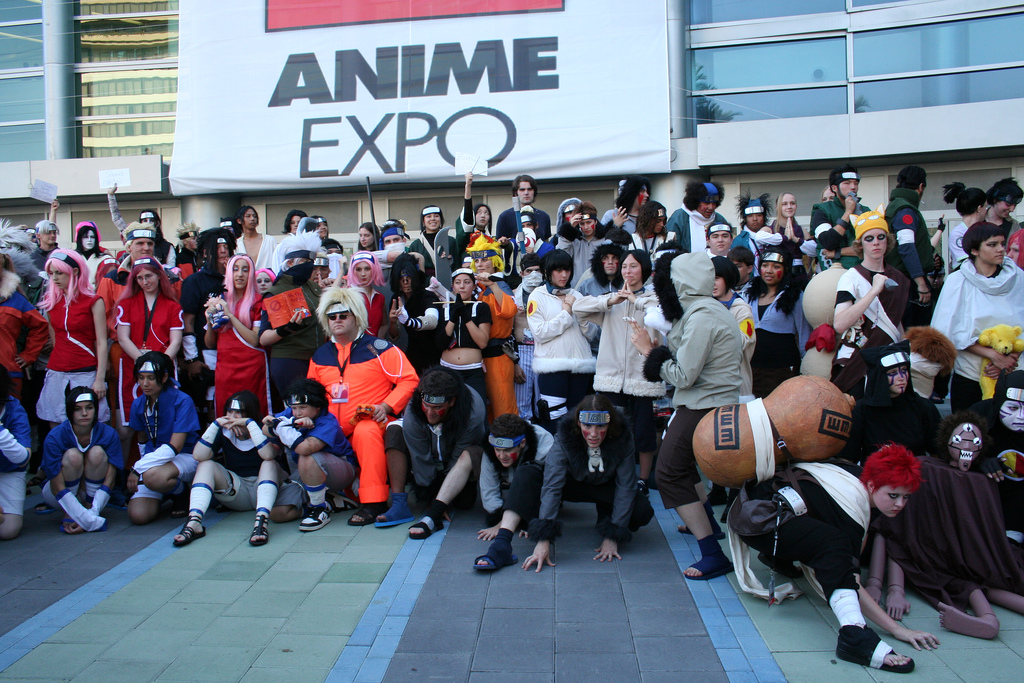
Des cosplayers de Naruto à l'Anime Expo 2006.

L'Anime Expo a commencé comme une convention sur les mangas et les animes en Californie du Nord. Une grande partie de son personnel d'origine venait d' Anime Con, une convention d'anime tenue à San Jose (Californie) en 1991, puis reprise par la SPJA en 1992. En 1994, l'Anime Expo a déménagé de manière stratégique dans le sud de la Californie et y réside depuis.
La convention continue de prospérer en raison de la popularité croissante de l'anime et de la culture populaire japonaise et conserve un attrait puissant en raison des nombreux invités japonais remarquables pour lesquels elle est connue. Il détient actuellement le titre de la plus grande convention d'anime d'Amérique du Nord, un titre qu'il a toujours porté chaque année sauf en 2003, année où sa participation a été légèrement réduite par la convention de la côte est, Otakon. De 1 750 participants en 1992, la taille de l'Anime Expo est passée à plus de 107 658 en 2017, ce qui fait de l'Anime Expo la plus importante convention d'anime et de manga en Amérique du Nord.
En mars 2009, Trulee Karahashi, directrice générale, qui faisait partie de l'Anime Expo et de la SPJA à divers titres depuis 11 ans, a quitté l'organisation,. L'ancien dirigeant d'Universal Studios, Michael Lattanzio, a été embauché en tant que nouveau directeur général de la SPJA en septembre,.
En janvier 2010, huit membres de l'équipe de direction de l'Anime Expo (ConCom) ont publiquement démissionné en raison de désaccords irréconciliables sur la direction de l'organisation définie par le nouveau PDG de la SPJA. La décision du nouveau PDG de recentrer et de restructurer les efforts de marketing de la SPJA a commencé par le licenciement d'un sous-traitant en relations publiques et marketing avec lequel l'organisation entretenait une relation de travail étroite depuis 2004. En outre, deux autres membres du personnel étaient déjà partis pour d'autres raisons, ne laissant que le vice-président et deux autres membres de l'équipe de l'année précédente. 
En septembre 2010, Michael Lattanzio a été libéré de son poste de directeur général. Puis Marc Perez, président du conseil d'administration de la SPJA, est devenu directeur général par intérim ; En août 2011, il a quitté le conseil d'administration pour assumer les fonctions de directeur général à temps plein (comme l'exigent les statuts de la SPJA). 
Au début de 2012, Anime News Network a signalé que l'Anime Expo avait subi une perte de 1,2 million de dollars en 2010. La convention de 2011 a permis de dégager un bénéfice de 100 000 dollars et de réduire l'encours de la dette à 700 000 dollars. L'article indiquait également que l'un des créanciers, IDG World Expo, reprendrait plusieurs aspects de l'organisation, la sélection des invités et la programmation restant sous le contrôle de la SPJA. En outre, Takayuki Karahashi a été élu à la présidence du conseil d'administration,,.
La convention restera au Los Angeles Convention Center jusqu'en 2019. En avril 2016, Marc Perez a quitté la société et Ray Chiang est devenu PDG par intérim de la SPJA.
Le 30 juin 2017, la première soirée d'avant-spectacle a été ajoutée à l'Anime Expo, qui comprenait le Neon District, accueillant les finales américaines du World Cosplay Summit et des avant-premières. 

#### Éditions
| Dates                    | Lieu                                                        | Visiteurs                                           | Invités |
| ------------------------ | ----------------------------------------------------------- | --------------------------------------------------- | --- |
| 3 – 6 juillet 1992       | Red Lion Hotel, San José                                    | 1 750                                               | Jerry Beck, L. Lois Buhalis, Ben Dunn, Robert Fenelon, Lea Hernandez, Seiji Horibuchi, Ken Iyadomi, Shawne Kleckner, Trish Ledoux, Carl Macek, Luke Menichelli, Haruhiko Mikimoto, Keiji Nakazawa, Robert Napton, John O'Donnell, Claude J. Pelletier, David Keith Riddick, Frederik L. Schodt, Buichi Terasawa, Jeff Thompson, Yoshiyuki Tomino, Steve Wang, Robert Woodhead et Toshifumi Yoshida. |
| 2 – 4 juillet 1993       | Parc Oakland Hotel & Oakland Convention Center, Oakland     | 1 693                                               | Keita Amemiya, Robert DeJesus, Doug Dlin, Robert Fenelon, Peter Goll, Kenji Goto, David Ho, Seiji Horibuchi, Leo Hourvitz, Yasuhiro Imagawa, Junco Ito, Michitaka Kikuchi, Hiroyuki Kitazume, Makoto Kobayashi, Steve Kyte, Trish Ledoux, Carl Macek, Helen McCarthy, Haruhiko Mikimoto, Robert Napton, Yasushi Nirasawa, Martin Oulette, Wil Overton, Claude J. Pelletier, Jeff Pidgeon, Frederik L. Schodt, Jan Scott-Frazier, Masatoshi Tahara, Takayuki Takeya et Toshifumi Yoshida. |
| 1er – 3 juillet 1994     | Anaheim Marriott Hotel & Anaheim Convention Center, Anaheim | 2 057                                               | Allen Hastings, Shoji Kawamori, Izumi Matsumoto, Jan Scott-Frazier, Minoru Takanashi et Nobuteru Yūki. |
| 30 juin – 2 juillet 1995 | Los Angeles Airport Hilton, Los Angeles                     | 2 138                                               | Amy Chia, Danger Productions, Allen Hastings, Leo Hourvitz, Kazuhiko Ikeguchi, Noboru Ishiguro, Jay Miao, Haruhiko Mikimoto, Koichi Ohata, Nobuyuki Ohnishi, Jan Scott-Frazier, Ryoei Tsukimura, Satoshi Urushibara et Kinji Yoshimoto. |
| 28 – 30 juin 1996        | Anaheim Marriott Hotel & Anaheim Convention Center, Anaheim | 2 918                                               | Hideaki Anno, Hiroki Hayashi, Noboru Ishiguro, Yoshiaki Kawajiri, Hiroyuki Kitazume, Leiji Matsumoto, Toshihiko Nishikubo, Hiromasa Ogura, Koichi Ohata, Ai Orikasa, Mamoru Oshii, Jan Scott-Frazier, Ken'ichi Sonoda, Yumi Takada et Ryoei Tsukimura. |
| 4 – 6 juillet 1997       | Los Angeles Airport Hilton, Los Angeles                     | 3 826                                               | Jan Scott-Frazier. |
| 3 – 5 juillet 1998       | Anaheim Hilton and Towers, Anaheim                          | 4 883                                               | Mika Akitaka, Akira Kamiya, Hiroyuki Kitakubo, Yasuhiro Nightow, Jan Scott-Frazier, Nobuyuki Takahashi, Yū Watase et Takahiro Yoshimatsu. |
| 16 – 18 juillet 1999     | Anaheim Hilton and Towers, Anaheim                          | 6 400                                               | Mika Akitaka, Mari Iijima, Yōko Kanno, Hiromi Matsushita, Lisa Ortiz, Gilles Poitras et Jan Scott-Frazier. |
| 30 juin – 3 juillet 2000 | Disneyland Hotel, Anaheim                                   | 9 700                                               | Rika Fukami, Keiji Gotoh, Kunihiko Ikuhara, Noboru Ishiguro, Akira Kamiya, Yukio Kikukawa, Mahiro Maeda, Yutaka Minowa, Range Murata, Kazuto Nakazawa, Yasuhiro Nightow, Chiho Saito, Jan Scott-Frazier, Yū Watase et Nobuteru Yūki. |
| 5 – 8 juillet 2001       | Long Beach Convention Center, Long Beach                    | 13 000                                              | Hisashi Abe, Morio Asaka, Kia Asamiya, Jo Chen, Kikuko Inoue, Masayuki Kojima, Hidenori Matsubara, Haruhiko Mikimoto, Jan Scott-Frazier, Makoto Uno et Yū Watase,. |
| 4 – 7 juillet 2002       | Long Beach Convention Center, Long Beach                    | 15 250                                              | Jo Chen, Hiroaki Goda, Tsukasa Hōjō, Kunihiko Ikuhara, Hiroaki Inoue, Yōko Ishida, Noboru Ishiguro, Masashi Ishihama, Akira Kamiya, Shoji Kawamori, Maria Kawamura, Yukio Kikukawa, Hideyuki Kurata, Koichi Mashimo, Koji Masunari, Hidenori Matsubara, Toshiharu Murata, Mamiko Noto, Puffy AmiYumi, Nobuhiro Watsuki et Takumi Yamazaki. |
| 3 – 6 juillet 2003       | Anaheim Convention Center, Anaheim                          | 17 000                                              | yoshitoshi ABe, Kazuki Akane, Duel Jewel, Rebecca Forstadt, Crispin Freeman, Kazuhiro Furuhashi, Mitsuru Hongo, Taliesin Jaffe, Yuki Kajiura, Yousuke Kuroda, Mahiro Maeda, Atsuko Nakajima, Liam O'Brien, Koushi Rikudo, Goro Taniguchi, Misa Watanabe, Kazuki Yao et Nobuteru Yūki. |
| 2 – 5 juillet 2004       | Anaheim Convention Center, Anaheim                          | 25 000                                              | Kōichi Chigira, Kate Davis, Hiromi Hirata, Yōko Ishida, Masashi Ishihama, Shinichiro Kimura, Hideyuki Kurata, Lee Myung-jin, Wendee Lee, Michael Lindsay, Masao Maruyama, Shino Masanori, Koji Masunari, Yuji Matsukura, MIQ, Minoru Murao, Range Murata, Toshiharu Murata, Satoshi Nishimura, Kazufumi Nomura, Tomonori Ochikoshi, Yoshiyuki Okamura, Ichiro Okouchi, Kaoru Ozawa, Tadashi Ozawa, Cindy Robinson, Michelle Ruff, Katsushi Sakurabi, Soichiro Sano, Carrie Savage, Tomokazu Seki, Ren Usami, Cindy Yamauchi et Reina Yoshimura. |
| 1er – 4 juillet 2005     | Anaheim Convention Center, Anaheim                          | 33 000                                              | Hunter Mackenzie Austin, Greg Ayres, J. B. Blanc, Johnny Yong Bosch, Colleen Clinkenbeard, Siobhan Flynn, Crispin Freeman, Ugetsu Hakua, Rachel Hirschfeld, Ryo Horikawa, Hiroyuki Kitakubo, Osamu Kobayashi, Tsuneo Kobayashi, Kotoko, Sara Lahti, Wendee Lee, Range Murata, Liam O'Brien, Hiroshi Osaka, Māya Sakamoto, Carrie Savage, Tomokazu Seki, Miho Shimogasa, J.D. Stone, Helena Taylor, Wendee Tomson, Kazue Yamamoto et Akihito Yamashita. |
| 1er – 4 juillet 2006     | Anaheim Convention Center, Anaheim                          | 40 647                                              | Laura Bailey, CLAMP, Crispin Freeman, Toru Furuya, Noboru Ishiguro, Yutaka Izubuchi, Koge Donbo, Tomoki Kyoda, Mana, Vic Mignogna, Seiji Mizushima, Hiroshi Nagahama, Atsuko Nakajima, Mick Takeuchi et yozuca*. |
| 29 juin – 2 juillet 2007 | Long Beach Convention Center, Long Beach                    | 41 671                                              | Tetsuro Araki, Michael Arias, Greg Ayres, Laura Bailey, Steven Blum, Johnny Yong Bosch, Minori Chihara, Leah Clark, Colleen Clinkenbeard, Justin Cook, Caitlin Glass, Yuko Goto, Kate Higgins, Aya Hirano, Yuuna Inamura, Eisaku Inoue, Chiaki Ishikawa, Taliesin Jaffe, Satoru Kannagi, Hideo Katsumata, Takaaki Kidani, Masaru Kitao, Mike McFarland, Mary Elizabeth McGlynn, Halko Momoi, Shuhei Morita, Hiroshi Nagahama, Sumire Nanohana, Tomonori Ochikoshi, Tony Oliver, Oreskaband, Kate Oxley, Takaharu Ozaki, Brina Palencia, Orion Pitts, Brandon Potter, Dai Sato, savage genius, Patrick Seitz, Stephanie Sheh, Anna Tsuchiya, Kounosuke Uda et Travis Willingham. |
| 3 – 6 juillet 2008       | Los Angeles Convention Center, Los Angeles                  | 43 000 (en une journée) ; 103 000 (par tourniquet), | Yamila Abraham, Masahiro Ando, Ayane, Greg Ayres, Cameron Baity, Mike Fasolo, Fullmoon 13, GaGaalinG, David Hayter, Masamitsu Hidaka, Yōko Ishida, Jyukai, Hiromi Kato, Hideyuki Kikuchi, Kuro, LM.C, Chris Many, Jonathan Meza, Vic Mignogna, Jason Charles Miller, Jeanette Moffat, Shōko Nakagawa, Tony Oliver, le Peruggine, Riku, Tom Root, Kaeko Sakamoto, Patrick Seitz, Toshihiko Seki, Kevin Shinick, Akemi Takada, Saiko Takaki, Thee Out Mods, VelBet et Travis Willingham. |
| 2 – 5 juillet 2009       | Los Angeles Convention Center, Los Angeles                  | 44 000 (en une journée) ; 109 000 (par tourniquet)  | Tomo Asaha, Karan Ashley, auncia, Robert Axelrod, Nakia Burrise, Steve Cardenas, Northrup Davis, Daniel Ewing, Mike Fasolo, Blake Anthony Foster, Kun Gao, Douglas Goldstein, Barbara Goodson, Seth Green, Hangry & Angry, Kyle Hebert, Jason Hoffs, Ken Hoinsky, Hiroyuki Imaishi, Daisuke Ishiwatari, Noriyuki Jinguji, Walter E. Jones, Takeshi Kajii, Shigeru Kitayama, Shawne Kleckner, Yun Kouga, Yousuke Kuroda, Robert Le, Patricia Ja Lee, Joshua Long, Nobuo Masuda, Monica May, Mike McFarland, Chris McKay, Breckin Meyer, Seiji Mizushima, Moi dix Mois, Toshimichi Mori, Toshiyuki Morikawa, Morning Musume, Robert Napton, Yasuhiro Nightow, Atsushi Nishigori, Satoshi Nishimura, Takashi Okazaki, Austin Osueke, Race Owen, Brina Palencia, Luis Reyes, Amy Rolle, Reggie Rolle, Tom Root, Satsuki, Justin Sevakis, Eric P. Sherman, Kevin Shinick, Dan Southworth, Catherine Sutherland, Tsunku, Roger Velasco, Cerina Vincent, Chris Violette, Kevy Vona, Kari Wahlgren, Selwyn Jaydon Ward et Erik Weiner. |
| 1er – 4 juillet 2010     | Los Angeles Convention Center, Los Angeles                  | 46 000 (en une journée) ; 105 000 (par tourniquet), | Saki Aibu, AKB48, Yū Asakawa, Beni, Johnny Yong Bosch, Danny Choo, DJ Chucky, Guhroovy, Kyle Hebert, Rei Hiroe, Yui Horie, Tomohiko Ishii, Kenji Kamiyama, Yōko Kanno, Toshihiro Kawamoto, Eri Kitamura, Katsuyuki Konishi, Robert Le, M-Project, m1dy, May'n, MELL, Vic Mignogna, Jason Charles Miller, Masakazu Morita, Megumi Nakajima, Satoru Nakamura, No+Chin, RSP, Kaeko Sakamoto, DJ Schwarzenegger, Eric P. Sherman, Sophia, Nobuyuki Takahashi, Cristina Vee et Shinichi Watanabe. |
| 1er – 4 juillet 2011     | Los Angeles Convention Center, Los Angeles                  | 47 000 (en une journée) ; 128 000 (par tourniquet)  | Takanori Aki, Tetsuro Araki, Peter S. Beagle, Hiroyuki Birukawa, Kōichi Chigira, Danny Choo, Danceroid, Dig Jelly, Toshihiro Fukuoka, Toshio Furukawa, Fred Gallagher, Kentaro Hashimoto, Hiroyuki Itō, Taliesin Jaffe, Kalafina, Makoto Kobayashi, Onyx Kobayashi, Maon Kurosaki, Izumi Matsumoto, Vic Mignogna, Hatsune Miku, Jason Charles Miller, Seiji Mizushima, Toshiyuki Morikawa, Sohei Niikawa, Nirgilis, Wataru Sasaki, Miyuki Sawashiro, Takaaki Suzuki, Masayoshi Tanaka, Tune in Tokyo, Stephanie Yanez, Katsuyuki Hirano, Takaki Kosaka, Kenta Sugano, et Kyle Hebert. |
| 29 juin – 2 juillet 2012 | Los Angeles Convention Center, Los Angeles                  | 49 400 (en une journée) ; 130 000 (par tourniquet), | Animetal USA, Ei Aoki, Misako Aoki, Morio Asaka, Steven Blum, Danny Choo, Kunihiko Hamada, Ryo Horikawa, Yuki Kajiura, Hikaru Kondo, Rikiya Koyama, LiSA, Cyril Lumboy, Jamie Marchi, Joel McDonald, Nobuhiko Okamoto, Monica Rial, Tatsuo Sato, Ian Sinclair, Takuya Tsunoki, Yosuke Adachi, ayami, bamboo, Atsuhiro Iwakami, Shinji Katakura, Izumi Kitta, Minami Kuribayashi, Jessica Nigri, Foo Midori, Koichiro Natsume, Aimi Terakawa, Tamiyasu Tomoe et Kouki Yoshimune. |
| 4 – 7 juillet 2013       | Los Angeles Convention Center, Los Angeles                  | 61 000 (en une journée), ; 161 000 (par tourniquet) | Takanori Aki, Johnny Yong Bosch, Danny Choo, Eyeshine, Kazuhiro Furuhashi, Alodia Gosiengfiao, Josh Grelle, Megumi Han, Kyle Hebert, Aya Ikeda, Kazuhiko Inoue, Mitsuhisa Ishikawa, Noizi Itô, Kaya, Vic Mignogna, Moon Stream, Sohei Niikawa, Mari Okada, Ram Rider, Chris Sabat, Makoto Shinkai, Nobuyuki Takahashi, Austin Tindle, Alexis Tipton, Eric Vale, Masaaki Yuasa, Kazuhiko Inoue, Nobuhiro Kikuchi, Kazuchika Kise, Hiroaki Matsuura, Porno Graffitti, Keigo Sasaki, George Wada et Max Watanabe. |
| 3 – 6 juillet 2014       | Los Angeles Convention Center, Los Angeles                  | 80 000 (en une journée) ; 220 000 (par tourniquet)  | Eir Aoi, Linda Ballantyne, Sonya Belousova, Karen Bernstein, Danny Choo, Sean Danconia, Katie Griffin, Kyle Hebert, Keiji Inafune, Reki Kawahara, Kimura U, Mary Long, Eru Matsumoto, Vic Mignogna, Kazuma Miki, Masahiko Minami, Stéphanie Morgenstern, Masakazu Morita, Toby Proctor, Susan Roman, Ron Rubin, John Stocker, Gen Urobuchi, Yutaka Yamamoto, abec, Angela, Fuminori Kizaki, Ami Koshimizu, Kazuki Nakashima, Eiji Ohtsuka, Lunatic Joker, Yoshiki Sakurai, Uki Satake, SUSHIO, Eiko Tanaka, Yosuke Toba et Ryoka Yuzuki. |
| 2 – 5 juillet 2015       | Los Angeles Convention Center, Los Angeles                  | 90 500 (en une journée) ; 260 700 (par tourniquet)  | Sho Aikawa, Aimer, Dino Andrade, Mashiro Ayano, Christopher Ayres, Aza, Bosshi, Chocolate Covered Cosplay, Danny Choo, Olivia Chubear, Robbie Daymond, Ben Diskin, Dustbunny, Sandy Fox, Yuichi Fukushima, Futange, Tiffany Grant, Alexander "Octopimp" Gross, Yumiri Hanamori, HappiLeeErin, Isuna Hasekura, Kyle Hebert, Itaru Hinoue, Naoto Hirooka, Mel Hoppe, Hori, IA, Hiroyuki Imaishi, Keiji Inafune, Daisuke Ishiwatari, Atsuhiro Iwakami, Taliesin Jaffe, Miles Jai, Junnyan, Kamitani, Ayako Kawasumi, Kiba, KISS, Kazutaka Kodaka, Hikaru Kondo, Tomoyo Kurosawa, Brooke "Dodger" Lawson, Linda Lê, Cherami Leigh, Comfort Love, Toshio Maeda, Azusa Maxima, Amanda Miller, Takahiro Miura, Masanori Miyake, Momoiro Clover Z, Shinichi Nakamura, Tomonori Ochikoshi, Chicchai Ossan, Thomas Romain, Garnet Runestar, Ryukishi07, Chris Sabat, Chii Sakurabi, Shella Santa Maria, Sean Schemmel, Stephanie Sheh, Shinya, Tomonori Sudo, Julietta Suzuki, Yōko Takahashi, Eiko Tanaka, LeSean Thomas, Naokatsu Tsuda, Luna Tsukigami, Kimura U, Cristina Vee, Wagakki Band, Sylar Warren, Lisle Wilkerson, Adam Withers, Yamatogawa, Yoshifumi Yarimizu, Miki Yoshikawa, Koki Yoshimune et Yoh Yoshinari. |
| 1er – 4 juillet 2016     | Los Angeles Convention Center, Los Angeles                  | 100 420 (en une journée) ; 304 799 (par tourniquet) | Aicosu, Yoshitaka Amano, Chika Anzai, Eir Aoi, Ari Arad, Naoshi Arakawa, Ayakashi, Bamboo, Beau Billingslea, Steven Blum, Justin Briner, Christine Marie Cabanos, Chalk Twins, Chocolate Covered Cosplay, Danny Choo, Stella Chuu, Dancing Dolls, Robbie Daymond, Dodger, Doremi, Dustbunny, Dynamite Tommy, Melissa Fahn, Flow, Sandy Fox, Makoto Furukawa (en), Shigeo Hamashima, Hamo, HappiLeeErin, Joshua Hart, Luna Haruna, DJ HeavyGrinder, Mel Hoppe, Kenji Horikawa, Daisuke Ichikawa, Koji Igarashi, Keiji Inafune, Yōko Ishida, Akira Itsuki, Miles Jai, JAM Project, Junnyan, Jyunya, Tetsuya Kakihara, Kazue Kato, Shoji Kawamori, DJ Kazu, Kiba, Shuichi Kobayashi, Shigeto Koyama, Minami Kuribayashi, Reo Kurosu, Yuro Kyoya, Lauren Landa, Wendee Lee, Lia, Mary Elizabeth McGlynn, Erica Mendez, Michi, Amanda Celine Miller, Masahiko Minami, Yasuo Miyakawa, Masanori Miyake, Yu Mizokam, momoMc, Tatsuyuki Nagai, NaPaTa, Shingo Natsume, Tomonori Ochikoshi, Octopimp, Hiroshi Ogawa, Okayado, Oldcodex, Tony Oliver, QueersPlay, Garnet Runestar, Chris Sabat, Shunsuke Saito, Saitom, Nobukazu Sakai (nbkz), Sakira, Nami Sano, Takumi Sano, Erect Sawaru, Sayori, Stephanie Sheh, Makoto Shinkai, Mayumi Shintani, Nao Shirahane (DMYO), Mike Sinterniklaas, Sphere, Sushio, Junichi Suwabe, T.M.Revolution, Nobuyuki Takahashi, Tasha, TeddyLoid, Luna Tsukigami, Kazuya Tsurumaki (en), Kotaro Uchikoshi, Masuo Ueda, LeeAnna Vamp, Cristina Vee, Steff Von Schweetz, Akira Yasuda, Yo, Mai Yoneyama, Koki Yoshimune, ZUN, et Aqours. |
| 1er – 4 juillet 2017     | Los Angeles Convention Center, Los Angeles                  | 107 658 (en une journée) ; 357 178 (par tourniquet) | ALI PROJECT, AmaLee, Angela, Aqours, Mashiro Ayano, Minori Chihara, Charlet Chung, Stella Chuu, Jonny Cruz, Steven D'Onofrio, Robbie Daymond, Jason Douglas, Dustbunny, GARNiDELiA, Todd Haberkorn, Erika Harlacher, Itaru Hinoue, Yui Horie, Xanthe Huynh, THE iDOLM@STER CINDERELLA GIRLS, Mari Iijima, Yui Ishikawa, Sunao Katabuchi, Tetsuya Kinoshita, Erica Lindbeck, Max Mittelman, momoMc, Cassandra Lee Morris, QueersPlay, Ram Rider, Chris Sabat, Sean Schemmel, Tomokazu Seki, Konomi Suzuki, Fred Tatasciore, TeddyLoid, Tsunku, Steff Von Schweetz, Wake Up, Girls!, Walküre et Ezra Weisz. |
| 5 – 8 juillet 2018       | Los Angeles Convention Center, Los Angeles                  | 110 000 (en une journée) ; 350 000 (par tourniquet) | 22/7, Aimer, Aqours, AKB48, Christine Auten, Anjali Bhimani, Justin Briner, Kimberly Brooks, Rodger Bumpass, Zach Callison, Ray Chase, Colleen Clinkenbeard, Robbie Daymond, Michaela Dietz, Estelle, Melissa Fahn, Maile Flanagan (en), Todd Haberkorn, Deedee Magno Hall, Yui Horie, Kenji Horikawa, Richard Steven Horvitz, Masashi Ishihama, i☆Ris, THE iDOLM@STER CINDERELLA GIRLS, Mari Iijima, Ao Jūmonji, Tomohiko Ishii, Kyle C. Jones, Yūki Kaji, Yuki Kajiura, Katsumi Kawaguchi, Ayako Kawasumi, Crystal Kay, Josh Keaton, Hiroki Kikuta, Seiji Kishi, Haruka Kurebayashi, Eugene Lee, Rachael Lillis, Erica Lindbeck, Yoshitsugu Matsuoka, Ai Kayano, m-flo, May'n, Erica Mendez, Max Mittelman, Cassandra Lee Morris, Gō Nagai, Shōko Nakagawa, Shinichi Nakamura, Yasutaka Nakata, Mari Okada, Jason Paige, Bryce Papenbrook, Carolina Ravassa, Tara Sands, Sayuri, Yosuke Shiokawa, Keith Silverstein, Rikki Simons, John Swasey, TeddyLoid, LeSean Thomas, Kirk Thornton, Naokatsu Tsuda, Kotaro Uchikoshi, David Vincent (actor), Hiromi Wakabayashi, Akira Yasuda et Daiki Yamashita. |
| 4 – 7 juillet 2019       | Los Angeles Convention Center, Los Angeles                  | À venir                                             | À venir |

### Autres éditions
La SPJA a organisé deux fois des conventions hors de Californie : Anime Expo New York en 2002 et Anime Expo Tokyo en 2004. 

#### Anime Expo New York
L'Anime Expo New York (AXNY) s'est tenu en 2002 dans le quartier de Times Square à New York. L'événement était à l'origine un effort conjoint de Central Park Media et de son événement industriel, Big Apple Anime Fest (BAAF). En raison de différences, l'événement s'est déroulé en tant qu'entités distinctes dans les mêmes délais et lieux, avec BAAF accueillant les projections de films théâtraux et Anime Expo New York accueillant la convention. Les événements ont partagé certaines ressources, avec des invités notables répertoriés dans les guides de programme des deux événements. La SPJA a organisé l'événement afin de démontrer qu'elle pouvait organiser des événements en dehors de son État d'origine, la Californie. Cet événement précède Anime Expo Tokyo, organisé à Tokyo, au Japon, en 2004. La SPJA n'a organisé aucun événement en dehors de la Californie depuis 2004. 

##### Lieux de la convention
| Dates                      | Lieux                               | Visiteurs | Invités |
| -------------------------- | ----------------------------------- | --------- | --- |
| 31 août – 2 septembre 2002 | New York Marriott Marquis, New York | 5 500     | Akitaroh Daichi, Noboru Ishiguro, Yōko Kanno, Toshihiro Kawamoto, Takao Koyama, Taro Maki, Chris McKay, Koji Sugiura, Atsushi Takeuchi, Yoshiyuki Tomino, and Shinichiro Watanabe. |

#### Anime Expo Tokyo
L'Anime Expo Tokyo (AX Tokyo) s'est tenu en 2004 au Sunshine City Convention Center à Ikebukuro, Tokyo, Japon. Il n'était pas techniquement organisé directement par la SPJA, mais bien par l' Association japonaise pour la communication internationale en science-fiction (www.jasfic.or.jp) (JASFIC), avec l'aide de la SPJA. JASFIC avait deux buts pour l'Anime Expo Tokyo. Le premier objectif était d'établir au Japon une convention dédiée aux dessins animés parrainée par des entreprises. Le deuxième objectif était de démontrer aux organisateurs de la Convention mondiale de la science-fiction (WorldCon) que le Japon pouvait servir de lieu propice aux conventions attirant des étrangers. Bien que l'Anime Expo Tokyo n'ait pas connu une deuxième année, JASFIC a finalement réussi à attirer au Japon la 65e Convention mondiale de science-fiction en 2007. 
L'Anime Expo Tokyo comptait une liste impressionnante de plus de 40 invités tels que les mangaka Ken Akamatsu, MiQ, UNDER17, Hiroshi Aro et bien d'autres, bien qu'une petite poignée ait dû annuler des réservations de dernière minute. L'Anime Expo Tokyo a également été la toute première exposition Anime Expo à accueillir officiellement des invités du secteur de l'anime américain, comme l'artiste Webcomic Fred Gallagher et l'acteur vocal Crispin Freeman.
Sur les 4 249 participants à l'Anime Expo Tokyo, on estime qu'environ 300 d'entre eux sont venus de l'étranger. En plus du nombre de participants, 240 membres de la presse, dont 40 d'outre-mer. 430 personnes supplémentaires étaient composées de revendeurs, d'invités ou de membres du personnel.
Aucun projet d'organiser une autre exposition Anime officielle en dehors de la Californie n'a été annoncé.

### Autres conventions

#### Anime Conji
En 2010, Anime Conji a débuté en tant que convention annuelle à San Diego. En 2013, il a commencé à être géré par SPJA,,. Anime Conji 2016 a été annulé en raison de problèmes de qualité. La convention est revenue en 2018 sous ses organisateurs d'origine, la San Diego Speculative Fiction Society (SanSFiS) (litt. « Société de fiction spéculative de San Diego »),.

## Structure organisationnelle
La Society for the Promotion of Japanese Animation (SPJA), l'organisation mère qui produit l'Anime Expo, est une société à but non lucratif enregistrée au niveau fédéral et de la Californie. Le fonctionnement de l'Anime Expo est divisé en deux groupes : Divertissement et Opérations. 
Divertissement comprend les divisions suivantes : technicien audiovisuel, salle de divertissement, relations avec la clientèle, événements interactifs et programmation. Les opérations comprennent les divisions suivantes : salle d'exposition, inscription et installations. En 2013, la SPJA employait 11 employés et plus de 1 000 bénévoles pour l'Anime Expo. 
La SPJA dispose d'un certain nombre de postes rémunérés supplémentaires, dont le rôle est de diriger les opérations de l'organisation tout au long de l'année. Ces postes comprennent également les postes suivants : directeur de l'administration, directeur général, directeur des finances, directeur des ressources humaines, directeur du marketing et directeur des technologies. Elle recrute également des consultants pour des fonctions externalisées telles que : conseil en marketing, formation à la gouvernance et stratégie, représentation juridique, vente d'expositions et, au besoin, assistance de programme.